# Nothenneboeus carinatus
Nothenneboeus carinatus is een keversoort uit de familie Archeocrypticidae. De wetenschappelijke naam van de soort werd in 1994 gepubliceerd door John F. Lawrence.